# همایش خلع سلاح
همایش خلع سلاح یک انجمن خلع سلاح چندجانبه است که توسط یک جامعه بین‌المللی پایه‌گذاری شده و کار آن گفتگو برای کنترل سلاح و توافق‌های خلع سلاح است. دفتر این همایش در کاخ ملل در ژنو سوئیس است. اعضای این همایش هر سال در سه نشست جداگانه در ژنو با یکدیگر دیدار می‌کنند.

## تاریخچه
این همایش، نخستین بار در ۱۹۷۹ (میلادی) به نام «کمیته خلع سلاح» به عنوان انجمن گفتگوی خلع سلاح چندجانبه جداگانه برای جامعه بینالمللی برگزار شد. در سال ۱۹۸۴ (میلادی) نام آن به «همایش خلع سلاح» تغییر کرد.

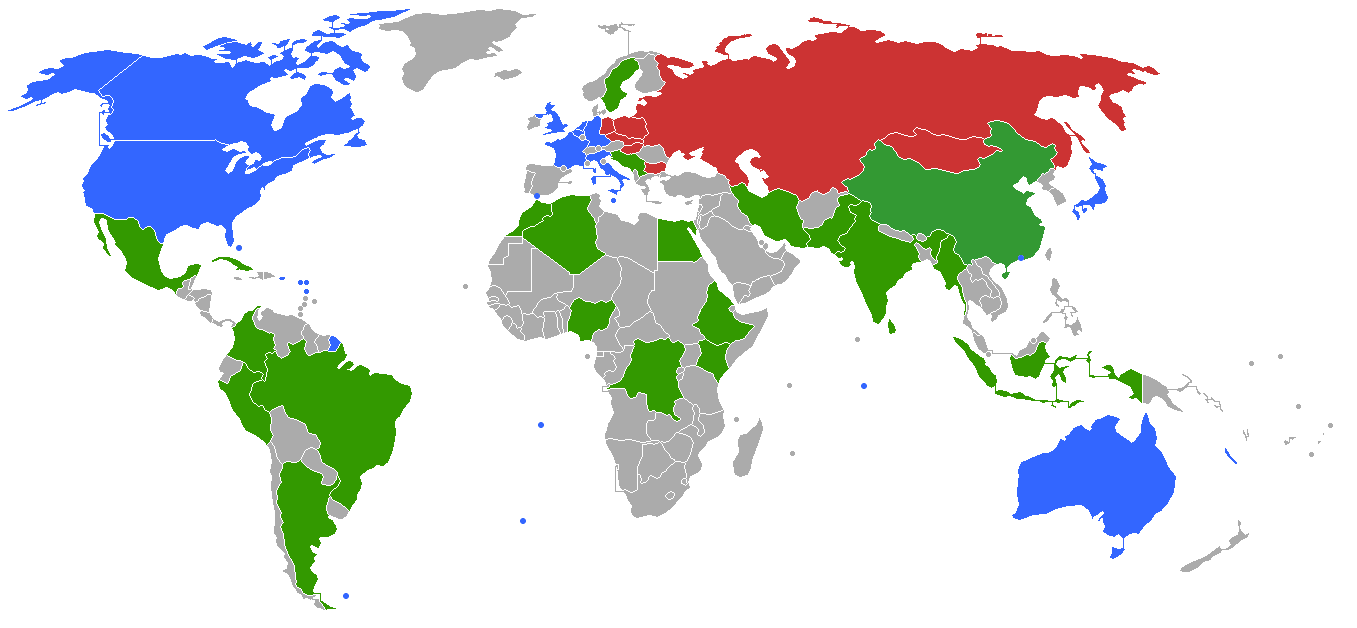
اعضای کمیته خلع سلاح در سال ۱۹۸۱ (میلادی)

این همایش از کنار هم آمدن سه همایش خلع سلاح دیگر پدید آمد. ۱) کمیته ده نفره خلع سلاح (۱۹۶۰) ۲) کمیته هجده نفره خلع سلاح (۱۹۶۲ تا ۱۹۶۸) ۳) همایش کمیته خلع سلاح (۱۹۶۹ تا ۱۹۷۸)
دستورات جلسات ده‌گانه همیشگی همایش خلع سلاح موارد زیر هستند:
- جنگ‌افزار هسته‌ای در همه زمینه‌ها
- دیگر گونه‌های جنگ‌افزار کشتار جمعی
- جنگ‌افزار متعارف
- کاهش بودجه‌های نظامی
- کاهش نیروهای نظامی
- خلع سلاح و توسعه
- خلع سلاح و امنیت بین‌الملل
- اقدام‌های ضمانتی، اقدام‌های اعتمادساز، روش‌های بازرسی مؤثر برای اقدام‌های خلع سلاح مناسب که برای همه اعضا پذیرفتنی باشد.
- برنامه خلع سلاح گسترده برای خلع سلاح همگانی و همه‌جانبه با کنترل بین‌المللی مؤثر

به علاوه، همه تصمیم‌های همایش باید بر پایه قوانین و رویه‌های همایش با اجماع و موافقت همه اعضا به تصویب برسد.

## ارتباط با سازمان ملل
همایش خلع سلاح، رسماً از سازمان ملل متحد جدا است. اما به روش‌های گوناگون با آن در ارتباط است. نخستین و مهم‌ترین راه، همکاری با مدیر کل دفتر سازمان ملل متحد در ژنو به عنوان دبیرکل همایش است. همین‌طور هنگامیکه همایش، تصمیم‌های خود دربارهٔ رویکردها و دستور جلسه‌های خود را اعلام می‌کند مجمع عمومی سازمان ملل متحد می‌تواند با تصویب قطع‌نامه‌هایی، موضوع‌هایی را به همایش، پیشنهاد کند. در پایان، همایش، هر سال، گزارشی از کنش‌های خود را مجمع عمومی سازمان ملل متحد ارائه می‌کند. البته این گزارش می‌تواند در دوره‌های زمانی کوتاه‌تر هم ارائه شود.

## کارهای همایش
در آغاز، همایش و انجمن‌های مشابه پیشین آن در رسیدن به اهداف خود موفق بودند. این انجمن‌ها در تهیه پیش‌نویس‌های توافق‌های خلع سلاح بسیاری نقش سازنده‌ای داشتند. نمونه این توافق‌ها پیمان‌نامه منع گسترش سلاح‌های هسته‌ای (۱۹۶۸)، کنوانسیون جنگ‌افزارهای بیولوژیک (۱۹۷۲)، کنوانسیون بین‌المللی منع جنگ‌افزارهای شیمیایی (۱۹۹۳)، و پیمان منع جامع آزمایش هسته‌ای (۱۹۹۶) هستند.
اگرچه کار انجمن برای بیش از یک دهه متوقف ماند. زیرا پس از تصویب پیمان منع جامع آزمایش هسته‌ای، اعضای همایش نمی‌توانستند بر یک برنامه کاری به هم‌اندیشی برسند. مشکلات انجمن، روابط ضعیف‌شده بین اعضای کلیدی، عدم هم‌اندیشی بین اعضا دربارهٔ اولویت‌بندی مسائل، و تلاش‌های برخی کشورها برای پیوند دادن پیشرفت در یک زمینه کاری به یک زمینه کاری دیگر بود.
اما در سال ۲۰۰۹ (میلادی) با تشکیل گروه‌های کاری برای حل مشکلات گوناگون، با نظارت همایش، پیشرفت مهمی در کار انجمن پدید آمد. این گروه‌ها بر گفتگو برای پیمان اندازه مواد شکافا، ایجاد گام‌های عملی برای کاهش جنگ‌افزار هسته‌ای، پیشگیری از پیدایش رقابت نظامی در فضای بیرونی، و رسیدگی به تضمین‌های امنیتی منفی بودند.
به دلیل اختلال در عملکرد همایش و تعداد کم اعضای آن، گفتگو برای پیمان منع گسترش جنگ‌افزارهای هسته‌ای در سال ۲۰۱۷ (میلادی) در محل سازمان ملل متحد و نه محل همایش انجام شد.

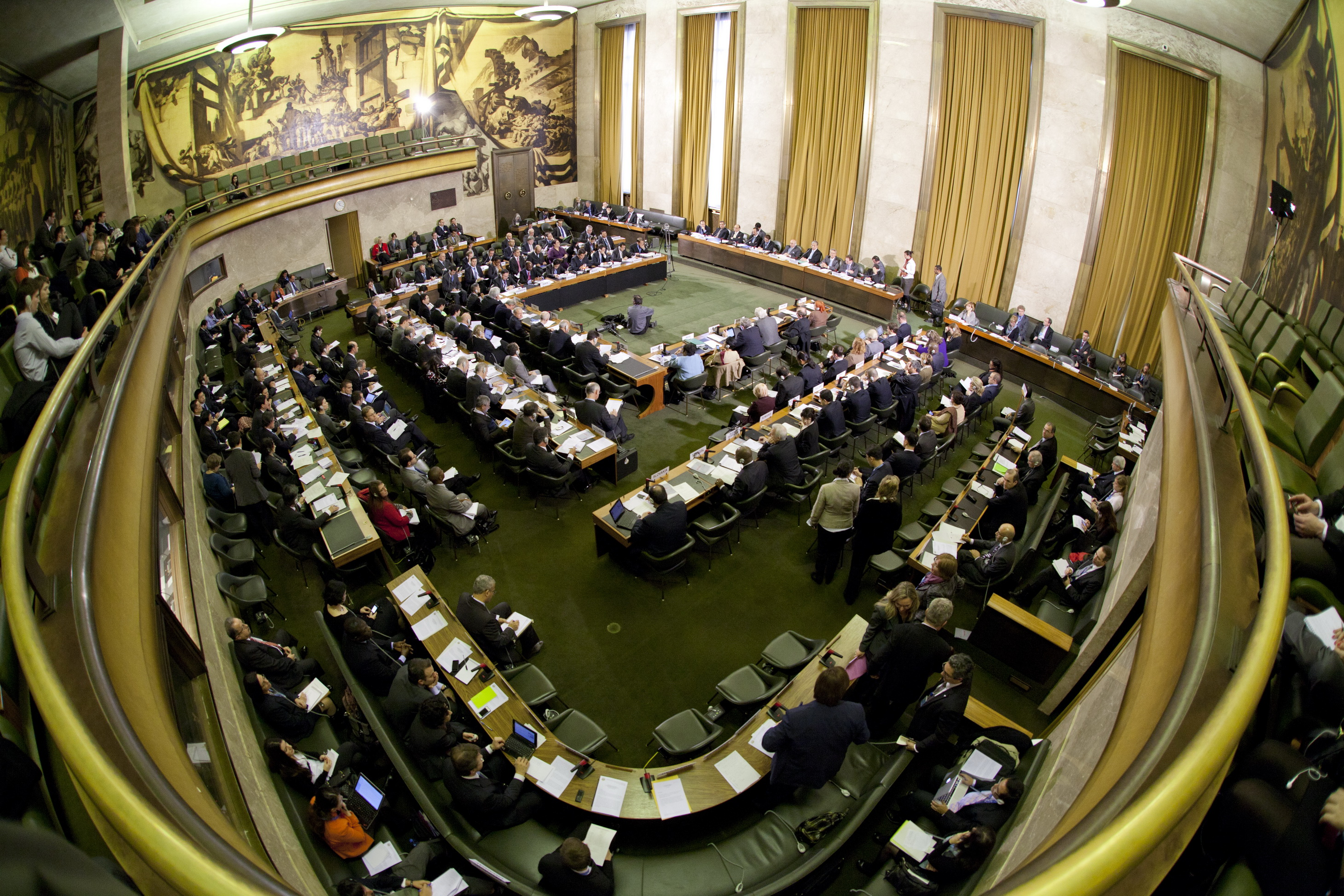
اتاق نشست‌های همایش خلع سلاح

## عضویت
هم‌اکنون ۶۵ کشور رسماً عضو همایش هستند که همه بخش‌های جهان، مانند دارندگان جنگ‌افزارهای هسته‌ای را نمایندگی می‌کنند. همچنین اعضا به‌طور غیررسمی به گروه‌های منطقه‌ای تقسیم شده‌اند تا آماده‌سازی و نمایندگی برای نشت‌های عمومی همایش را آسان کنند.

### گروه اروپای خاوری و دیگر گروه‌ها
| آرژانتین | استرالیا | اتریش     | بلژیک    | کانادا              |
| فرانسه   | آلمان    | مجارستان  | فنلاند   | جمهوری ایرلند       |
| اسرائیل  | ایتالیا  | ژاپن      | هلند     | نیوزیلند            |
| نروژ     | لهستان   | کره جنوبی | اسلواکی  | اسپانیا             |
| سوئد     | سوئیس    | ترکیه     | بریتانیا | ایالات متحده آمریکا |

### گروه ۲۱
| الجزایر | بنگلادش       | برزیل     | کامرون                | شیلی     |
| کلمبیا  | کوبا          | کره شمالی | جمهوری دموکراتیک کنگو | اکوادور  |
| مصر     | اتیوپی        | هند       | اندونزی               | ایران    |
| عراق    | کنیا          | مالزی     | مکزیک                 | مغولستان |
| مراکش   | میانمار       | نیجریه    | پاکستان               | پرو      |
| سنگال   | آفریقای جنوبی | سری‌لانکا  | سوریه                 | تونس     |
| ونزوئلا | ویتنام        | زیمبابوه  |                       |          |

### گروه اروپای خاوری
| بلاروس | بلغارستان | قزاقستان |
| رومانی | روسیه     | اوکراین  |

### گروه یک
| چین |

### کشورهای غیر عضو
همچنین برخی کشورها بدون عضویت رسمی در همایش، با نام «کشورهای غیر عضو» در نشست‌های آن شرکت می‌کنند:
| آلبانی            | آنگولا    | ارمنستان      | جمهوری آذربایجان |
| بوسنی و هرزگوین   | کاستاریکا | قبرس          | جمهوری چک        |
| جمهوری دومینیکن   | استونی    | گرجستان       | یونان            |
| گواتمالا          | سریر مقدس | کویت          | قرقیزستان        |
| لائوس             | لتونی     | لیتوانی       | لوکزامبورگ       |
| مالت              | مونته‌نگرو | نیکاراگوئه    | عمان             |
| پاناما            | فیلیپین   | پرتغال        | قطر              |
| مولدووا           | صربستان   | سنگاپور       | اسلوونی          |
| تاجیکستان         | تایلند    | مقدونیه شمالی | توگو             |
| امارات متحده عربی |           |               |                  |